# Valspråk
Valspråk, motto eller devis är olika namn för en ofta kort och kärnfull mening som uttrycker vad en individ, organisation eller nation har som mål eller underliggande tanke.
En bok eller ett kapitel kan inledas med ett motto som anger en tendens eller ett syfte med innehållet i resten av texten. Ett valspråk som tas upp som del i ett heraldiskt vapen finns där på ett så kallat devisband.

## Exempel på valspråk

### Vissa svenska personligheter
- För de svenska regenternas valspråk, se Svenska regenters valspråk.
- Georg Carl von Döbelns valspråk som friherre var Ära, skyldighet, wilja.
- K.G. Hammars valspråk som ärkebiskop var Sanningen ska göra er fria.
- Ärkebiskopen Antje Jackeléns valspråk är Gud är större.
- Carl von Linnés valspråk var Omnia mirari etiam tritissima, vilket kan översättas från latin som Förundra dig över allt, även det mest alldagliga.
- Jägmästaren Simon Halling Ekmånes valspråk är Törs ta törnar.

### Vissa internationella personligheter
- President Grover Clevelands valspråk var Ett allmänt ämbete är ett allmänt förtroende.
- Tove Jansson hade valspråket "Labora et amare", latin för "arbete och kärlek".

### Företag och organisationer
- Biltillverkaren Audis valspråk är Vorsprung durch Technik (tyska, Försprång genom teknik).
- Fallskärmsjägarskolans (FJS) valspråk:  Vilja-Mod-Uthållighet.
- Franska främlingslegionens valspråk lyder Legio patria nostra (latin,  legionen är vårt fosterland).
- Internationella Röda korskommitténs ursprungliga valspråk är Inter Arma Caritas (latin, ungefär I krig, barmhärtighet). Sedan 1961 finns även ett alternativt motto: Per Humanitatem ad Pacem (Genom medmänsklighet mot fred).
- Jämtlands fältjägarregementes valspråk är För Sveriges ära, för Sveriges makt, över berg, över dal, skallar Jämtlands jakt.
- Polismyndighetens i Los Angeles valspråk är To Protect and to Serve (engelska, Att skydda och tjäna).
- Polismyndighetens i New Yorks valspråk är Fidelis ad Mortem (latin, Trogen till döden).
- Sankt Lazarusordens valspråk är "Atavis et armis" (latin Med förfäder och vapen).
- Scoutrörelsens valspråk är Var redo (medan Alltid redo är dess lösen).
- Strumpebandsordens valspråk är Honi soit qui mal y pense (franska, Skam den som illa tänker därom).
- Svenska akademiens valspråk är Snille och smak.
- Sveriges riksbanks valspråk är Hinc robur et securitas (latin, Härav styrka och säkerhet).
- Spanska främlingslegionens valspråk lyder Viva muerte (spanska,  leve döden)

Serbiens valspråk, Само Слога Србина Спашава/Samo Sloga Srbina Spasava (Endast enighet räddar serberna). De fyra kyrilliska S.arna i skölden är förkortningen för valspråket.

- Kiribatis motto, Te mauri, te raoi ao te tabomoa (Hälsa, fred och välstånd).Serbiens valspråk, Само Слога Србина Спашава/Samo Sloga Srbina Spasava (Endast enighet räddar serberna). De fyra kyrilliska S.arna i skölden är förkortningen för valspråket.Timmermansordens valspråk är Gudsfruktan och människokärlek.

Kiribatis motto, Te mauri, te raoi ao te tabomoa (Hälsa, fred och välstånd).

- USA:s marinkårs valspråk är Semper fidelis (latin, Alltid trogen)
- Vasaloppets valspråk är I fäders spår för framtids segrar.

### Städer och nationer
- Belgiens valspråk är L'Union fait la force (franska, Enighet ger styrka).
- Edinburghs valspråk är Nisi Dominus frustra (latin, Om inte Herren förgäves).
- Frankrikes valspråk är Liberté, Égalité, Fraternité (franska, Frihet, Jämlikhet, Broderskap), ett uttryck som förknippas med franska revolutionen.
- Georgiens valspråk är Dzala ertobasjia (georgiska, Styrkan ligger i enigheten).
- Greklands valspråk är Ελευθερια ή Θανατος E-lef-the-ri-a i Tha-na-tos (grekiska, Frihet eller Död), ett uttryck som också symboliseras av de blåvita ränderna på den grekiska flaggan.
- Kanadas valspråk är A Mari Usque Ad Mare (latin, Från hav till hav).
- Kejsardömet Tysklands valspråk var Gott mit uns (tyska, Gud med oss).
- Londons valspråk är Domine Dirige Nos (latin, Herre, led oss).
- Naurus valspråk är God's Will First.
- Nederländernas valspråk är Je Maintiendrai (franska, Jag skall stå fast).
- Paris valspråk är Fluctuat nec mergitur (latin, Kränger men sjunker ej). Det har sitt ursprung i 1100-talet, när ett gille av handelskeppare på floden Seine hade stort inflytande i staden.
- Polens valspråk är Bóg, Honor, Ojczyzna (polska, Gud, Ära, Fosterland).
- Québecs valspråk är Je me souviens (franska, Jag minns).
- Serbiens valspråk är Само Слога Србина Спашава/Samo Sloga Srbina Spasava (Endast enighet räddar serberna).
- Spaniens valspråk är Plus ultra (latin, Ännu längre).

### Svenska universitet och lärosäten
(Listan är ofullständig)
- Chalmers tekniska högskolas valspråk är Avancez (franska, gå framåt, gör framsteg).
- Göteborgs universitets valspråk är Tradita innovare innovata tradere (latin, Att förnya det överlämnade och lämna det förnyade vidare[1]).
- Högskolan i Borås valspråk är Vetenskap för profession.
- Högskolan i Halmstads valspråk är Möjligheternas högskola.
- Högskolan Kristianstads valspråk är Sveriges mest anställningsbara studenter.
- Karlstads universitets valspråk är Sapere aude (latin, våga veta).
- Kungliga Tekniska högskolans valspråk är Vetenskap och konst.
- Linköpings universitets valspråk är Expanding reality (engelska, expanderar verkligheten).
- Lunds universitets valspråk är Ad utrumque (paratus) (latin, redo till bådadera, syftar på boken och svärdet i universitetets emblem).
- Lunds universitets juridiska fakultet har valspråket Suum Cuique (åt var och en sitt, syftar på fakultetens dåvarande uppgift att försvenska den skånska rättvisan.)
- Luleå Tekniska Universitets valspråk är Forskning och utbildning i världsklass, samt Great ideas grow better below zero.
- Stockholms universitets juridiska fakultet har valspråket Ex lege libertas (latin, Ur lagarna kommer friheten)
- Uppsala universitets valspråk är Gratiae veritas naturae (latin, nådens och naturens sanning).
- Örebro universitets valspråk är Dulce est sapere (latin, ljuvt är att veta).
- Högskolan i Skövdes valspråk är You create reality (engelska, du skapar verkligheten).

### Militära valspråk
(Listan är ofullständig)

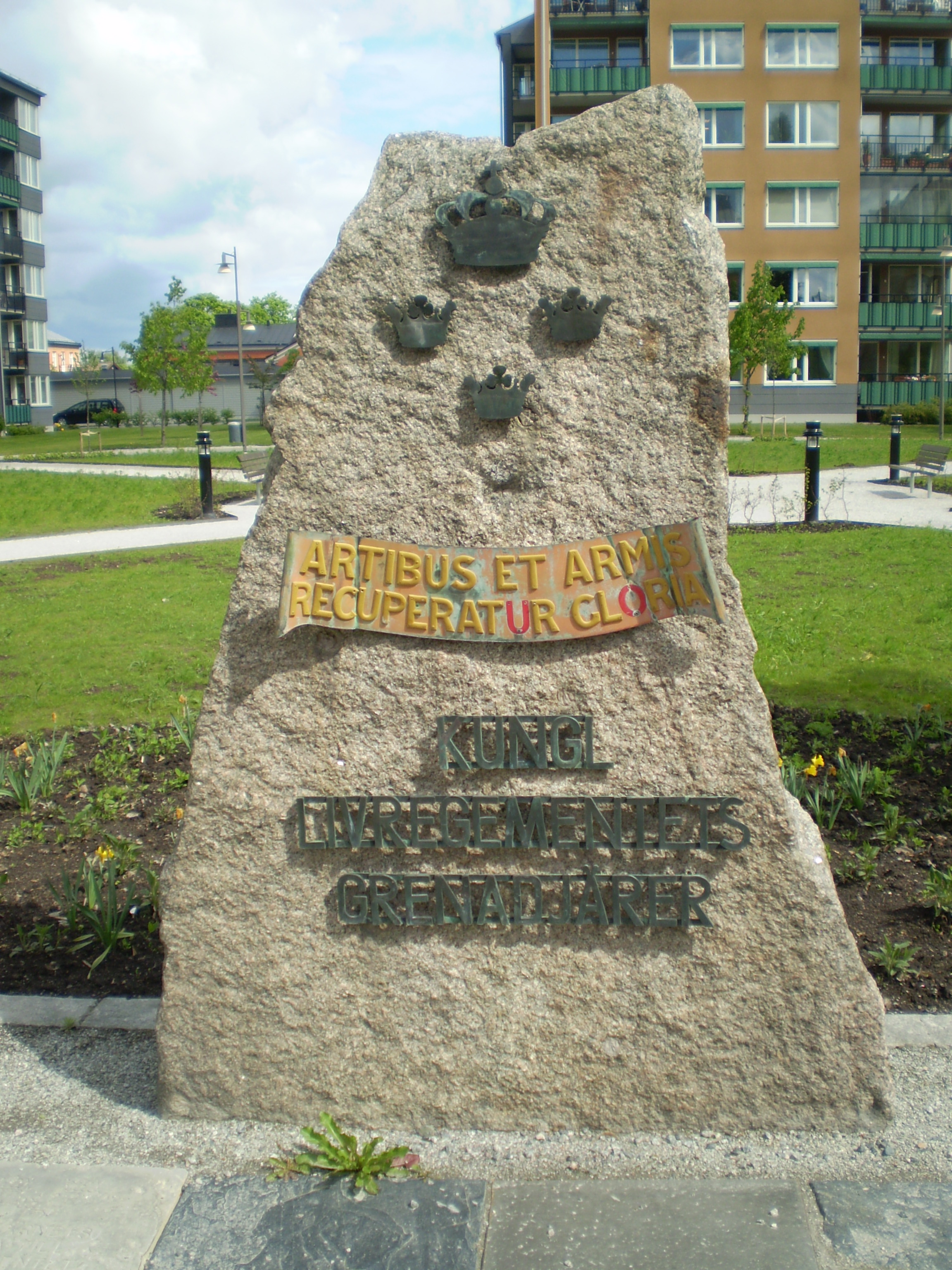
Livregementets grenadjärers valspråk var Artibus et armis recuperatur gloria (latin, Vetande och vapen skänker ära).

- Livgardets valspråk är Possunt nec posse videntur (latin, de gör det till synes omöjliga).
- Livregementets grenadjärers valspråk, Artibus et armis recuperatur gloria (latin, Vetande och vapen skänker ära)
- Norrbottens regementes valspråk är De hafva aldrig wikit eller för sin egen dehl tappadt.
- Försvarsmedicincentrums valspråk är Vita praeponitur (latin, livet främst).[2]